# 上野遊水地
上野遊水地（うえのゆうすいち）は、三重県伊賀市にある木津川・服部川の遊水地である。当遊水地は新居（にい）、小田（おた）、長田（ながた）、木興（きこ）の4つから成る。

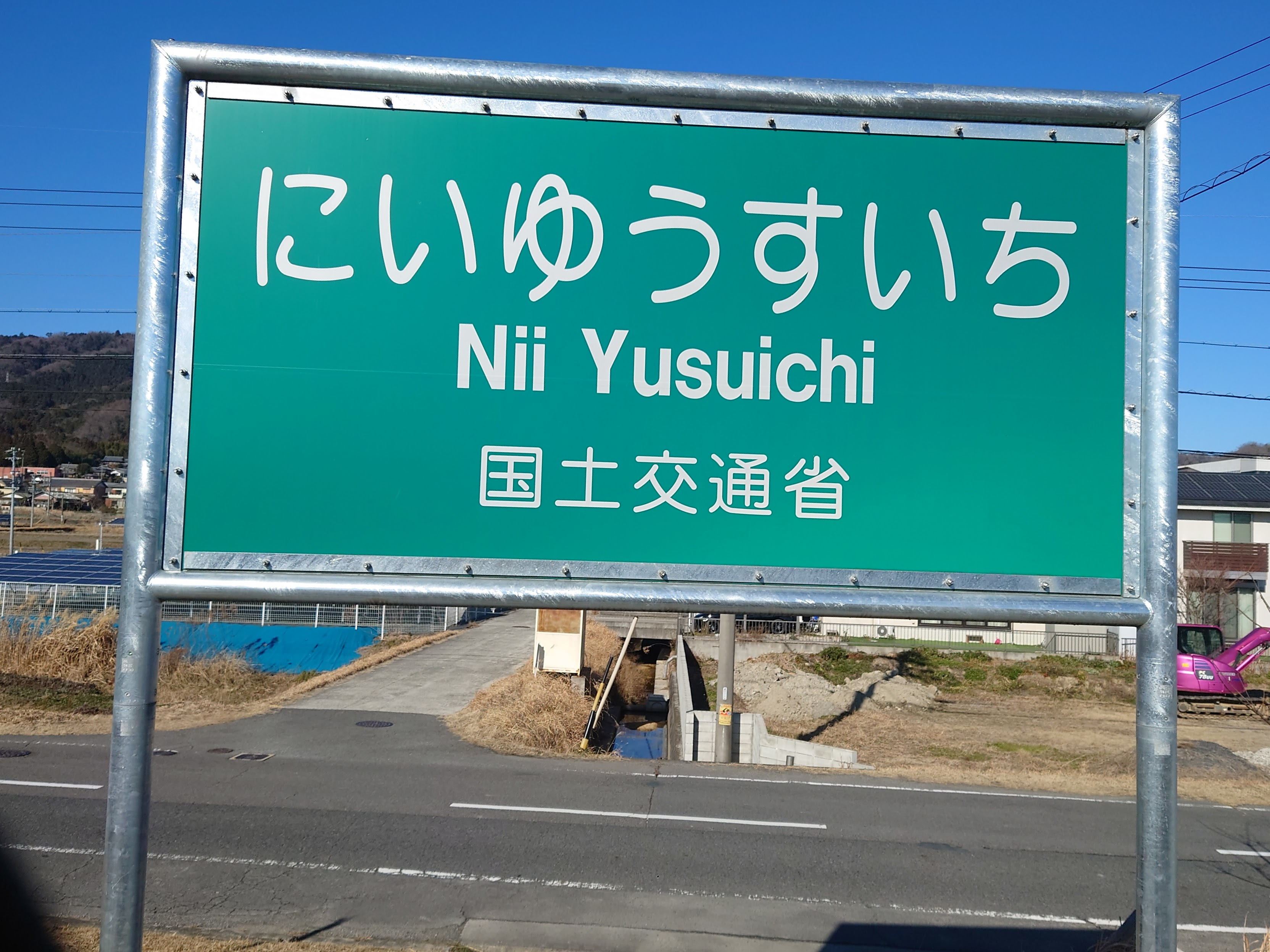
新居遊水地の標識を遊水地内側から

## 概要
木津川と服部川の遊水地として新居、小田、長田、木興の4つの遊水地が国土交通省近畿地方整備局木津川上流河川事務所によって事業がすすめられ、2015年（平成27年）6月15日から運用が開始された。施設は堤防（周囲堤・囲繞堤〈本川堤〉・越流堤）と水門および排水機場から成り、内部は農地として利用されている。
伊賀市の上野地区は木津川本流と、柘植川、服部川の3つの河川が合流し、合流部の下流に狭い岩倉峡があることから有史以来水害に悩まされていた。1953年（昭和28年）以降相次ぐ水害に、地元では岩倉峡を開削して流すことを要望したが、木津川下流の対策がないまま行うと下流に水害が起きるということで早急な対策ができないということで、川上ダムと上野遊水地を建造し、河道改修を行うことで戦後最大の被害をもたらした昭和28年台風第13号の水害を安全に流下させることを目標に淀川水系改修基本計画が立てられた。

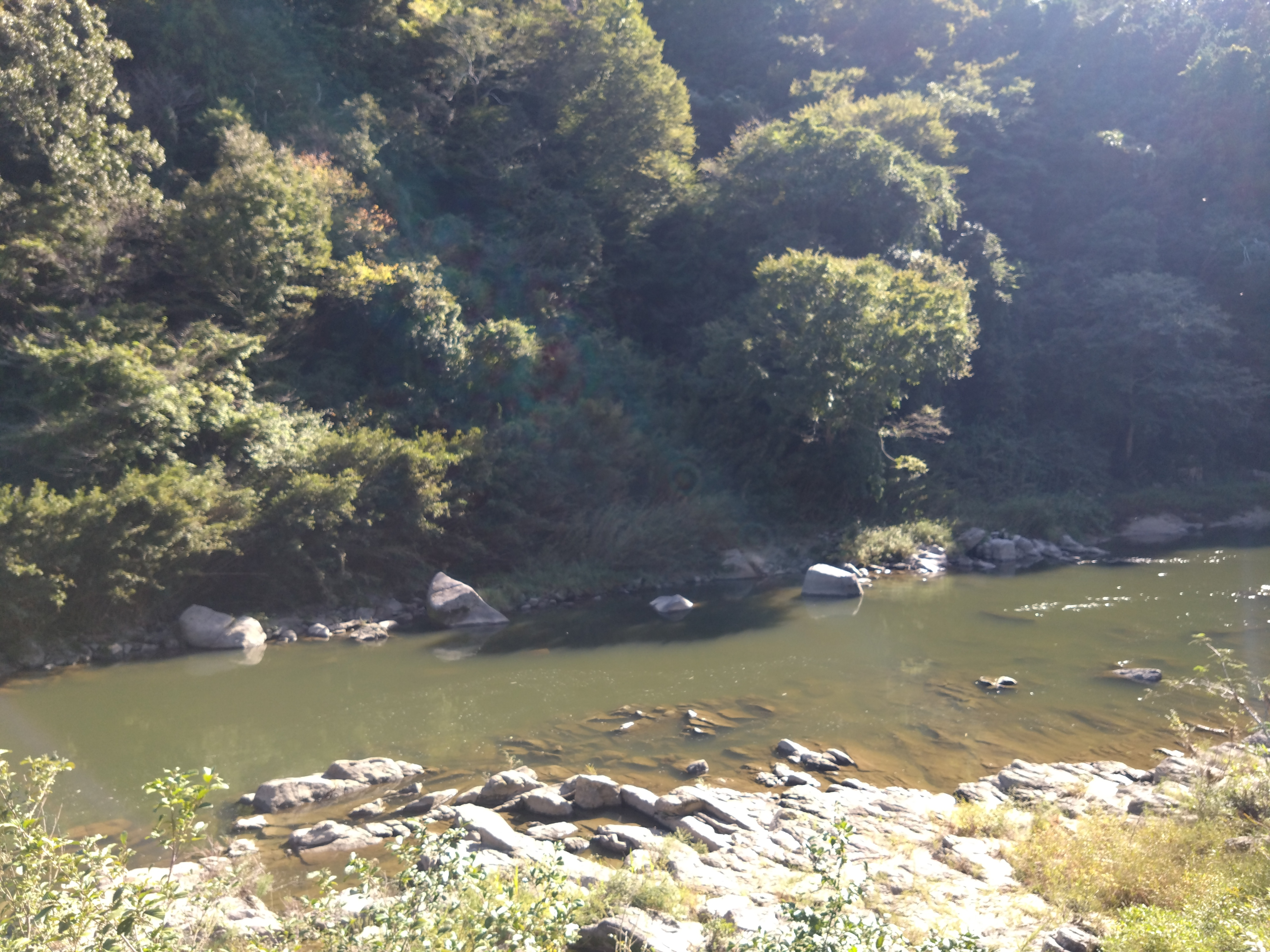
伊賀地区の木津川狭窄部である岩倉峡

建設にあたっては、遊水地内の地権者に対し、周囲堤・囲繞堤（本川堤）の内部にあたる湛水地域の農地については、土地自体の買収は行わず、耕作は継続できるが将来にわたって湛水を容認することに対して地役権補償を行った。

## 歴史
三重県伊賀地方では1854年7月9日（嘉永7年6月15日）に発生した伊賀上野地震で平地の地盤が約1.5メートル沈下し、1953年（昭和28年）以降は昭和28年台風第13号や伊勢湾台風などが原因で水害が相次いだため岩倉峡を開削することを要望したが、早急な対策ができないため、伊賀地区での浸水被害が大きくなることを防ぐことを目的として川上ダムと上野遊水地の整備が行われた。
ここでは1953年（昭和28年）以降に発生した主な水害による浸水被害も併せて解説する。

### 年表
- 1953年（昭和28年）
  - 8月15日 - 南山城水害の影響により、河川の氾濫が発生する。浸水被害は470 ha、浸水戸数は94であった[1]。
  - 9月25日 - 台風13号の影響により、河川の氾濫が発生する。浸水被害は540 ha、浸水戸数は200であった[1]。
- 1954年（昭和29年） - 淀川水系改修基本計画を制定する。
- 1959年（昭和34年）9月26日 - 伊勢湾台風の影響により、河川の氾濫が発生する。浸水被害は535 ha、浸水戸数は195であり[1]、1953年（昭和28年）9月の台風13号に次ぐ被害を記録した。
- 1961年（昭和36年）10月28日 - 前線の影響により大雨となり、河川の氾濫が発生する。浸水被害は510 ha、浸水戸数は140であった[1]。
- 1965年（昭和40年）9月17日 - 台風24号の影響により、河川の氾濫が発生する。浸水被害は505 ha、浸水戸数は35であった[1]。
- 1979年（昭和54年）8月1日 - 台風10号の影響により、河川の氾濫が発生する。浸水被害は505 ha、浸水戸数は36であり[1]、1965年（昭和40年）9月の台風24号と同等の被害を記録した。
- 2015年（平成27年）6月15日 - 新居、小田、長田、木興に設けられた各遊水地の運用を開始する[1]。
- 2017年（平成29年）10月 - 台風21号の影響を受けたが、遊水地の整備によって浸水被害（約160 ha）を免れる[5]。浸水想定戸数は762戸であったが、遊水地の整備によってその被害を免れた[5]。

## 施設
遊水地と周囲の土地を隔てる周囲堤、遊水地と川を隔てる囲繞堤（いぎょうてい）、その一部を低くして水を導入する越流提、水位が下がった後に遊水地から水を排出する水門、排水機場からなる。なお、各遊水地の諸元は以下のとおりである。
服部川
- 新居遊水地 - 面積61.2 ha, 湛水容量 206万 m3[1][2]
- 小田遊水地 - 面積62.2 ha, 湛水容量 280万 m3[1][2]

木津川
- 長田遊水地 - 面積55.1 ha, 湛水容量 172万 m3[1][2]
- 木興遊水地 - 面積70.0 ha, 湛水容量 242万 m3[1][2]

（位置関係に関する資料〈空中写真〉：）

## 広報活動
ダムカードに規格を寄せた遊水地カードが配布されている。また、新居（にい）遊水地の近くにある新居駅（伊賀鉄道伊賀線）の副駅名のネーミングライツを取得し、「伊賀を守る上野遊水地」とした。